# Landelijk Kunstenaars Genootschap de Ploegh
Landelijk Kunstenaars Genootschap de Ploegh is een vereniging met ruim 100 leden en een galerie in Amersfoort, gevestigd in het Cultuurhuis naast theater De Flint.
De vereniging is ontstaan in 1975 uit een fusie van Amersfoorts Kunstenaars Genootschap (AKG opgericht in 1934) en Kunstenaarsgroep De Ploegh (opgericht in 1945). Vanaf 1975 was de naam Amersfoorts Kunstenaars Genootschap de Ploegh, in 2013 is deze statutair veranderd in Landelijk Kunstenaars Genootschap de Ploegh, wat meer recht deed en doet aan de grote diversiteit van woonplaatsen van de leden. 

## Geschiedenis

### Amersfoorts Kunstenaars Genootschap (1934 - 1975)
Het Amersfoortsch Kunstenaars Gilde (vanaf 1945 Genootschap) bestond vóór de Tweede Wereldoorlog uit ongeveer 30 à 40 kunstenaars. Min of meer bekende namen van leden uit die tijd waren de schilders Jacob Nieweg, Willem van Dam, Albert Fiks, Greet Feuerstein, Edith Pijpers en Sara van Heukelom, de glaskunstenaar Andries Copier en de keramist Chris Lanooy. Toen de Tweede Wereldoorlog uitbrak, werd exposeren moeilijker en vanaf april 1942 werden er helemaal geen tentoonstellingen meer gehouden. Na de oorlog hervatte het AKG zijn activiteiten. In de loop van de jaren groeide het ledenaantal fors en werd de herkomst ervan steeds landelijker. In 1974 telde de vereniging 85 leden, onder wie slechts vijf uit Amersfoort, verreweg de meeste kunstenaars kwamen uit Amsterdam en Utrecht. Tot het Genootschap traden ook steeds meer beeldhouwers toe, waaronder Pieter d'Hont, Nic Jonk, Hans Bayens, Frank Letterie, Arie Teeuwisse en Jan Meefout.

### Kunstenaarsgroep De Ploegh (1945 - 1975)
Kunstenaarsgroep De Ploegh werd in het najaar van 1945 opgericht door een groep jonge Amersfoorters die elkaar in de oorlog gevonden hadden in het illegale bestaan als kunstenaar. Oprichters zijn Max Keuris, Toon Tieland en Joop Traarbach. Ze kozen voor de naam De Ploegh, met een h op het eind om de groep niet te verwarren met de al veel langer bestaande Groningse kunstenaarsvereniging De Ploeg. De groep bestond een jaar na de oorlog uit 12 schilders die zich afzetten tegen het AKG, dat bekend stond als een tamelijk gesloten club die strenge academische kwaliteitsnormen hanteerde, terwijl de Ploegh-jongeren autodidact waren en wat moderner en progressiever dan de leden van het AKG. Dat is ook een van de belangrijkste redenen dat een samenwerking tussen beide groepen, iets wat de gemeente Amersfoort erg graag wilde, maar moeizaam van de grond kwam. Het ledental van De Ploegh steeg in de loop van de jaren '50 en begin '60 snel naar 39 leden in 1964 ( 16 uit Amersfoort en 23 'van buiten'), onder wie nieuwe namen als de schilder Engelbert L'Hoëst en de glazenier Alex Luigjes sr.
Beide verenigingen hadden een eigen expositieruimte en met elkaar samenwerken, mogelijk zelfs fuseren, lag nog steeds gevoelig. In 1959 werd in Amersfoort het Rietveldpaviljoen opgeleverd en daarin werd de eerste kunsthal van Nederland gevestigd: De Zonnehof. Beide kunstenaarsverenigingen mochten daarin jaarlijks ieder een grote ledententoonstelling houden. Toen de gemeente in 1974 De Zonnehof niet meer twee keer per jaar voor deze exposities af wilde staan en de subsidie daarvoor dreigde in te trekken, kwam de fusie toch van de grond. Zo ontstond op 1 maart 1975 het Amersfoorts Kunstenaars Genootschap de Ploegh.

### Amersfoorts Kunstenaars Genootschap de Ploegh (1975 - 2013)
De expositieruimte, het Ploeghhuis op Muurhuizen 159, bleek al gauw te klein en de twee- tot driewekelijks wisselende tentoonstellingen vroegen zoveel werk dat het bestuur besloot een betaalde galeriehouder aan te stellen. Vanaf 1979 waren het er zelfs twee: Ellen Heilijgers en Margot Fretz. Zij professionaliseerden de administratie en de documentatie, activeerden de leden en verzorgden stockpresentaties op de nieuwe locatie Grote Spui 13. Ook het bestuur werd geprofessionaliseerd, o.a. met de invoering van een planning- en controlcyclus en de positionering van een onafhankelijke ballotagecommissie. De verkoop groeide door de nieuwe aanpak, maar zeker ook als gevolg van nieuwe initiatieven van de overheid die in de jaren '80 steeds meer geld in beeldende kunst stak, o.a. door de stichting van een netwerk van artotheken per provincie. In Amersfoort kwam er ook een artotheek die voor de opbouw van een uitleencollectie veel werken kocht uit de stockpresentaties van AKG de Ploegh. In 1984 besloot het bestuur in te gaan wonen bij Museum Flehite. De huurprijs was lager dan op de Grote Spui en de mogelijkheden tot museale samenwerking waren aantrekkelijk. Burchard Elias, directeur van Museum Flehite, en Margot Fretz, directeur van Galerie de Ploegh, organiseerden in de periode tot 2004 samen vrijwel jaarlijks een grote solotentoonstelling in het museum met een overzicht van het werk van een belangrijk AKG de Ploegh-lid. Daarnaast organiseerden ze samen nog een flink aantal thematentoonstellingen. Meteen vanaf de intrek in 1984 werd met een, naar later bleek, zeer succesvol project gestart: de Grafiekmanifestatie. Onder de titel 'Grafiek voor 95 piek' bood elke deelnemende kunstenaar van AKG de Ploegh een grafisch werk aan voor de kleine prijs van 95 gulden. Al vrij snel werd het 'Grafiek voor 100 piek' en zo kwam er elk jaar wel een klein bedrag bij. In 2023 is de veertigste Grafiekmanifestatie (die inmiddels Prints & Multiples heet en waarbij de aanbiedingsprent € 155 kost) gehouden en deze manifestatie is nog steeds een groot succes, waarvoor kunstliefhebbers uit het hele land naar Amersfoort afreizen.
Ook met De Zonnehof, tot 2005 het museum voor moderne en eigentijdse kunst in Amersfoort, werd samengewerkt, in de jaarlijkse ledenexpositie en in een aantal thematentoonstellingen. Verder stond en staat Galerie de Ploegh jaarlijks op diverse beurzen, waarvan de Affordable Art Fair in Amsterdam vanaf 2011 een vaste is.
In de loop van 2002 ontstond door een beleidswijziging van het bestuur van Museum Flehite een 'conflict of interest' met Galerie de Ploegh. Museum Flehite wilde voortaan zelf kunst gaan verkopen en de commerciële activiteiten van de galerie overnemen. De Ploegh wilde alleen samenwerken op basis van gelijkwaardigheid. De beide besturen kwamen er niet uit en Galerie de Ploegh verhuisde in 2004 noodgedwongen naar De Hazelaar in Soest. Daar verbleef de galerie tot 2015, het jaar waarin Galerie de Ploegh terugkeerde naar de stad waar het allemaal begonnen was: Amersfoort. De galerie bevindt zich thans in het Cultuurhuis naast theater De Flint.